# Снейк
Річка Снейк (англ. Snake River від англ. snake — «змія») — річка на північному заході США, найбільша притока річки Колумбія. Довжина становить близько 1735 км.: бере початок на заході штату Вайомінг, на території національного парку Єллоустон, протікає через плато Снейк-Рівер, каньйон Хеллс і горбисту місцевість Палус та впадає в річку Колумбія на сході штату Вашингтон. Сточище річки Снейк охоплює частини території 6-ти штатів США — це головним чином гори, розділені рівнинами. Середня витрата води річки становить близько 1550 м³/с.

## Заселення по річці Снейк
Тубільне індіанське населення проживало в сточищі річки Снейк протягом останніх 11 000 років. Економіка цих людей ґрунтувалася переважно на ловлі риби, що піднімається вгору по річці на нерест. До часу, коли експедиція Льюїса і Кларка перетнула Скелясті гори і увійшла в долину річки Снейк, переважаючими етнічними групами тут були індіанці не-персе і шошони. Контакти з європейцями і освоєння коней сильно змінили життя місцевого населення ще до приходу сюди дослідників і трапперів. У середині XIX століття вздовж значної частини річки Снейк проходить переселенський Орегонський шлях, прямуючий далі на захід, до узбережжя Тихого океану. Відбувається активне заселення сточища річки Снейк; в кінці XIX і на початку XX століття вздовж річки будуються залізниці, розвивається судноплавство і гірська промисловість. Починаючи з 90-х років XIX століття, бурхливий перебіг Снейк використовується для виробництва електроенергії. Будівництво на річці 15 гребель сприяє також покращенню можливостей судноплавства і зрошенню довколишніх сільськогосподарських угідь.

## Перебіг
Річка Снейк бере початок на заході штату Вайомінг, на території Національного Єллоусто́нського парку як злиття трьох невеликих поточків і тече на захід і на південь, впадаючи в озеро Джексон. Свої перші 80 км річка протікає долиною Джексон-Хоул, розрізану місцевість між гірським хребтом Титон і американським континентальним вододілом. Далі річка повертає на північний схід і проходить через каньйон річки Снейк, який прорізає гірський хребет Снейк-Рівер; тут вона спершу приймає такі притоки як Хобек і Грейс, перш ніж увійти до водосховища Палісейдс, де Снейк приймає притоку Солт. Після проходження греблі Палісейдс, Снейк виходить на плато Снейк-Рівер — великий фізико-географічний регіон, що тягнеться на півдні штату Айдахо вздовж Скелястих гір і має водоносний горизонтом Снейк-Рівер, що одним з найпродуктивніших водоносних горизонтів у США.
На північний захід від міста Рексберг, Снейк приймає значну праву притоку Хенріс-Форк, після чого різко повертає на південь, протікає повз місто Айдахо-Фоллс і проходить через водосховище Американ-Фолс, де приймає ліву притоку Портнеф. Далі річка тече в західному напрямку, проходить через каньйон Хеллс, де вона падає у вигляді водоспадів Шошоні, які раніше були верхньою межею міграцій лосося. Поблизу містечка Туїн-Фолс Снейк досягає своєї найпівденнішої точки, після чого тече головним чином на північний захід.
Річка Снейк проходить в 48 км на південь від столиці Айдахо, міста Бойсе, і незабаром після цього повертає на північ, трохи вище того місця, де вона приймає такі притоки як Овайхі і Бойсе. Починаючи з цього ж місця, протягом 320 км річка утворює кордон між штатами Айдахо і Орегон. Кордон проходить по ущелині Хеллс, яке прорізає гірські хребти Салмон-Рівер-Маунтінг і Блу-Маунтінс. Приблизно на середині свого шляху через каньйон Хеллс Снейк приймає свою найбільшу притоку — річку Салмон, що впадає праворуч. Незабаром після впадання Салмон, Снейк становить невелику ділянку кордону Айдахо і Вашингтону. Тут річка приймає праву притоку Кліруотер, в гирлі якого розташовано місто Льюїстон. Після виходу з каньйону, річка протікає через пагорби Палус в східному Вашингтоні. Снейк впадає в річку Колумбія, в районі водосховища Уаллула, яке утворене греблею Мак-Нері, в 523 км від гирла Колумбії.

## Сточище

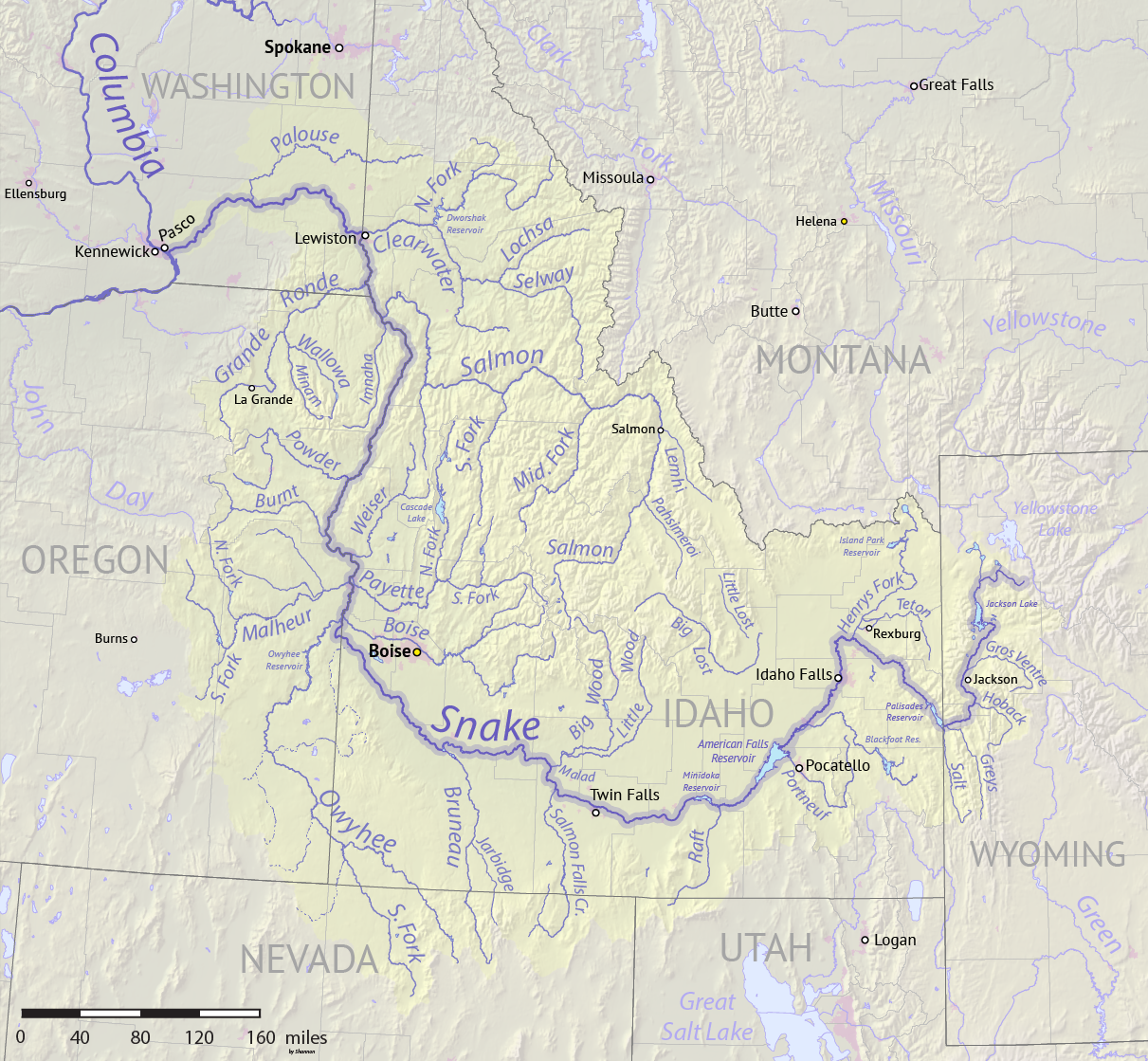
Схема сточища річки Снейк

Серед річок США Снейк займає тринадцяте місце за довжиною. Сточище річки, площа якого становить близько 280 000 км², є десятим за величиною серед усіх річок Північної Америки і охоплює частини території шести штатів США: Вайомінгу, Айдахо, Невади, Юти, Орегону і Вашингтону. Велика частина сточища знаходиться на території Айдахо, між Скелястими горами на сході і Колумбійським плато на заході. Сточище Снейка становить близько 41% від площі всього сточища річки Колумбія. Витрата води в гирлі річки становить 31% від витрати води Колумбії в цьому ж місці. Крім того, до місця злиття двох річок довжина Снейка (1735 км) перевершує довжину Колумбії (1493 м), а площа сточища Снейку приблизно на 4% перевершує площу сточища Колумбії вище впадіння Снейка.
Велика частина території водозбору річки характеризується посушливим і навіть пустельним кліматом, зазвичай отримуючи менше 300 мм опадів на рік. Тим не менше, кількість опадів сильно змінюється залежно від конкретної місцевості. Так, у містечку Туїн-Фолс річний рівень опадів, що випадають у вигляді дощу, становить лише 235 мм, а опадів, що випадають у вигляді снігу, — 330 мм. У Скелястих горах, у верхній частині долини Джексон-Хоул опади у вигляді дощу складають всього 760 мм, тоді як опади у вигляді снігу — більше 6400 мм. Велика частина сточища представлена широкими посушливими рівнинами, пагорбами і високими горами. На території водозбору знаходяться національні парки Єллоустон і Гранд-Тітон, національна зона відпочинку Хеллс-Каньйон і деякі інші природоохоронні території.
У нижній і середній течії Снейк більша частина території вздовж її берегів є зрошувані оброблювані землі. Іригаційні греблі включають: Американ-Фолс, Мінідока і Страйк. Великі міста вздовж берегів річки включають: Джексон (у Вайомінгу), Туїн-Фолс , Айдахо-Фоллс, Бойсе і Льістон (в Айдахо), Кенневік , Песко і Річланд (у Вашингтоні). На річці побудовано 50 гребель, які використовуються для зрошення, поліпшення умов судноплавства, виробництва електроенергії та контролю рівня річки. У той же час рибопропускні споруди є лише на греблях нижче каньйону Хеллс.
Сточище річки Снейк межує з великою кількістю інших водозборів, річки яких несуть свої води в Тихий і Атлантичний океани, а також у безстічні області. На південному заході сточище межує з водозбором Харні, що є безстічної областю. На півдні має кордон з водозбором річки Гумбольдт і Велике Солоне озеро (річки Бер, Джордан і Вебер), а на південному сході — зі сточищем річки Грін-Рівер. На сході, на невеликій ділянці водозбір Снейка межує зі сточищем річки Бігхорн (притока річки Єллоустоун), а на півночі — зі сточищем річки Джефферсон (одне з верховій Міссурі). На решті частині течії точищес річки Снейк межує з водозборами декількох приток Колумбії, головним чином Спокан (на півночі), Кларк-Форк (на північному сході) і Джон-Дей (на заході). З них Кларк-Форк (через Панд-Орей) і Спокан впадають в Колумбію вище Снейка, а Джон-Дей — нижче Снейка, в ущелині річки Колумбія.
На терені сточища знаходяться наступні гірські хребти: Тітон, Біттеррут, Кліруотер, Севен-Дівлс, а також північно-західний край хребта Уїнд-Рівер . Найвища точка сточища Снейка — гора Гранд-Тітон, висота якої становить 4199 м над рівнем моря. Найнижча точка, 109 м над рівнем моря, знаходиться в місці впадіння річки Снейк в Колумбію.
|                                           |                        |                 |                                                                                               |
| Снейк на південному сході штату Вашингтон | Снейк в штаті Вайомінг | Водоспад Шошони | Залізничний міст через Снейк у місці його впадіння в річку Колумбія (видна на задньому плані) |

## Витрата води
Середня витрата води річки Снейк становить 1553 м³/с. Геологічна служба США фіксувала витрати води в період з 1963 по 2000 роки на гідрологічному посту нижче греблі Айс-Харбор. За цей період найбільша середня витрата води був відзначена у 1997 році і склала 2384 м³/с, а найнижча середня витрата — у 1992 році і склала 770 м³/с Найнижча середня за день витрата була відзначена 4 лютого 1979 і склала всього 76 м³/с. 27 серпня 1965 потік був тимчасово відсутній через випробування греблі Айс-Харбор. Найвища середня за день витрата води відзначалася 19 червня 1974 і склала 8800 м³/с. Гідрологічним постом поблизу Кларкстону було зафіксовано рекордно високу витрату води в річці Снейк — 10400 м³/с. Ще вищу витрату відзначено під час повеней у червні 1894 року, і становила близько 11 600 м³/с. 
Вимірювання витрати води виконуються і в інших місцях уздовж усього його перебігу. Так, вище озера Джексон витрата води річки Снейк становить 25,1 м³/с при площі сточища вище цього місця близько 1260 км². У місті Мінідока, приблизно на півшляху течії через плато Снейк-Рівер, витрата води річки становить 222 м ³/с, тоді як у місті Буль, всього в 80 км нижче за течією, цей показник становить лише 139 м ³/с, що пояснюється використанням води для зрошення, а також просочуванням води в гірські породи. У той же час, на кордоні Айдахо і Орегона, поблизу містечка Уїзер, на початку каньйону Хеллс, після прийняття декількох великих приток, рівень води Снейк зростає до 503 м³/с. У районі греблі Хеллс-Каньйон витрата зростає до 553 м³/с. У Енатон, Вашингтон, нижче впадіння найбільшої притоки Снейку, річки Салмон, середня витрата води становить вже 979 м³/с.

## Геологія

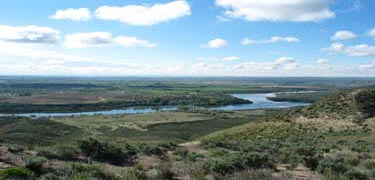
Плоский і рівний рельєф плато Снейк-Рівер зобов'язаний своїм походженням Бонневільській повені

Бонневільська і Міссульські повені відбувалися приблизно в один і той же час, проте територія, на яку обрушилися Міссульські повені, була дещо північніше. Міссульські повені на думку геологів відбувалися більше 40 разів на період від 13 до 11 кілороків до Р.Х.. Їх причиною були прориви природної льодовикової греблі на річці Кларк-Форк, створеної при просуванні льодовика, що утворив вище за течією льодовикове озеро Міссула. При проривах греблі величезна кількість води обрушувалося на територію східної частини сучасного штату Вашингтон, перекочуючись через північний вододіл сточища річки Снейк і прорізаючи глибокі каньйони в районі, відомому як пагорби Палус. Каньйон річки Палус є найбільшим з них, і також зобов'язаний своїм утворенням головним чином Міссульським повеням. Міссульські і Бонневільська повені сприяли також поглибленню і розширенню каньйону річки Колумбія, через яку води річки прориваються через Каскадні гори і спрямовуються вже навпростець в Тихий океан. 
Бонневільська повінь була менших масштабів. Тим не менш, саме вона принесла величезну кількість осадового матеріалу, відкладеного на півдні сучасного штату Айдахо, і сформувало середню течію річки Снейк. Повінь сталася близько 12,5 кілороків до Р.Х. і пов'язане з проривом величезного озера Бонневіль, сформованого в останній льодовиковий період у Великому басейні, вода попрямувала вниз по річці Портнеф в сточище річки Снейк. Проникність порід призвела до утворення водоносного горизонту Лейк-Рівер — одного з найбільших на території США. Багато річок, що стікають з північної сторони плато йдуть під землю, живлячи водоносний горизонт, замість того щоб впадати в річку Снейк. Група цих річок та їх басейн відомі як «втрачені струмки Айдахо». Водоносний горизонт включає близько 120 км³ води, залягаючи на території близько 26 000 м² і маючи шар завтовшки до 400 м. У той же час, велика частина води, «загублена» у сточищі річки Снейк, повертається назад у річку на західному краю водоносного горизонту у вигляді численних артезіанських джерел. Каньйон Хеллс в результаті Бонневільської повені був значно розширений, проте не був поглиблений.

## Історія

### Назва
Канадський першопроходець Девід Томпсон вперше записав індіанську назву річки як Shawpatin, коли він спускався від верхів'їв до гирла в ході своєї експедиції 1800 року. Учасники експедиції Льюїса і Кларка 1805 дали річці назву «Льюїс» або «Льюїс-Форк» на честь Меріуезер Льюїса, який був першим з експедиції, хто побачив річку. Вони також відзначили, що індіанські племена Снейк (насправді маються на увазі Шошони) називають річку Ki-moo-e-nim або Yam-pah-pa за назвою трави, яка повсюдно росте вздовж її берегів. Пізніші дослідники сточища річки, багато з яких спочатку були учасниками експедиції Льюїса і Кларка, використовують ще кілька назв. Учасник Асторської експедиції, першопроходець Вілсон Прайс Хант, називає річку «Мед». Інші назви, пов'язані з річкою, включають «Шошони» (за назвою племені) і «Септін». Зрештою, за річкою закріпилася назва «Снейк».

### Перші люди
Люди почали заселяти берега річки Снейк за 9 кілороків до Р.Х.. У східній частині долини річки є свідчення, що вказують на присутність тут культур Кловіс, Фолсом і Плано, які відносяться до періоду близько 8 Кілороків до Р.Х.. Перші торговці і дослідники відзначають присутність у сточищі річки Снейк регіональних торговельних пунктів; наступні археологічні розкопки показали, що деякі з таких пунктів достатньо древні. Так, торговий пункт, розташований в районі сучасного містечка Уїзер, існував вже близько 2,5 Кілороків до Р.Х.. Передбачається, що культура Фремонт сприяла історичному становленню шошонів, але достеменно це невідомо. Коні стали поширені серед місцевих індіанців близько 1700 року і досить сильно вплинули на культуру шошонів і північних пайютів. У пониззі річки, на території штату Вашингтон, є кілька цікавих археологічних об'єктів. Один з найвідоміших і найдавніших з них — Печера Мармс, яка, проте, була затоплена після створення водосховища Герберт-Уест у 1968 році. 
Велику частину сточища річки Снейк населяли 2 основні етнічні групи. Територія не-персе простягалася від південно-східної частини Колумбійського плато до північного Орегону і західного Айдахо, а територія шошонів займала Плато Снейк-Рівер як вище, так і нижче від водоспаду Шошони. Спосіб життя індіанців досить сильно різнився. В області нижче водоспадів  економіка шошонів ґрунтувалася переважно на ловлі лосося, який піднімався по річці на нерест у величезних кількостях. Лосось був основою житті не-персе і більшості інших індіанських племен, що проживали нижче водоспадів. Життя в регіоні вище водоспадів значно відрізнялася. Плато Снейк-Рівер утворює один з небагатьох порівняно легких перевалів через головний хребет Скелястих гір на ділянці довжиною в сотні кілометрів, що сприяло взаємодії племен, що живуть на схід і на захід від гір. Це в свою чергу сприяло тому, що економіка шошонів ґрунтувалася переважно на торгівлі.
Згідно з легендою, не-персе спочатку проживали в долині річки Кліруотер — одного з нижніх приток річки Снейк. Вздовж цієї річки розташовувалося 26 поселення не-персе і ще 11 розташовувалися на річці Снейк між її гирлом і річкою Кліруотер. Існувало також кілька сіл на річках Салмон, Гранд-Ронд і Туканнон, а також в нижній частині каньйону Хеллс. Кількість лосося, щорічно проходить в ті часи, оцінюється в 4 мільйони особин у вдалі роки. На відміну від багатьох племен, що жили на південному сході сточища річки Снейк, не-персе вели осілий спосіб життя і проживали в постійних поселеннях. Вони підтримували торговельні відносини з Саліш і племенами, що проживали в середній частині річки Колумбія. У той же час, не-персе були ворогами шошонів та інших племен, що жили у верхній частині сточища річки Снейк .
Шошони були номадами; вони перейняли свою культуру від ранішої етнічної групи Бітеррут і від племен Великого Басейну які мігрували на північ через долину річки Овайхі. До XVIII століття територія шошонів простягалася від плато Снейк-Рівер далі на схід, на іншу сторону континентального вододілу, до верхньої частини басейну Міссурі, а також далі на північ, на територію Канади. Епідемія віспи, принесена європейськими дослідниками і трапперами, знищила більшу частину шошонів на схід від Скелястих гір, проте вони продовжували контролювати сточище річки Снейк. Зрештою, культура шошонів фактично злилася з культурою північних паютів і баннок, які прийшли з Великого басейну і каньйону Хеллс відповідно. Баннок принесли з собою навички полювання на бізонів, а також коней, які вони придбали у європейців, що сильно змінило спосіб життя шошонів.

### Дослідники
Експедиція Льюїса і Кларка 1804-06 років була першою американською експедицією, яка перетнула Скелясті гори і спустилася вниз по річках Снейк і Колумбія до Тихого океану.. Сам Льюїс був, ймовірно, першою білою людиною, що побачив сточище річки Снейк 12 серпня 1805, за кілька днів до решти частини експедиції, а також побачив долину річки Салмон з перевалу Лемі, в декількох милях від сучасного міста Салмон. Далі експедиція попрямувала на північ, спустившись по річках Лемі і Салмон і намагаючись спуститися по річці Снейк, але визнала це неможливим через небезпечні пороги. Просуваючись далі на північ, Льюїс і Кларк пройшли через річки Кліруотер і Лочса, після чого спустилися в пониззя річки Снейк і далі потрапили в річку Колумбія. 
Наступні експедиції почали досліджувати річку Снейк і основні її притоки вже у 1806 році, відразу після повернення Льюїса і Кларка. Першим з таких дослідників був Джон Одуей, який у 1806 досліджував пониззя річки Салмон. Джон Колтер був першим з європейців, хто побачив верхів'я річки Снейк. У 1810, Ендрю Генрі з групою трапперів відкрили притоку Хенріс-Форк, яка була названа на його честь. У 1811, Дональд Маккензі пройшов по нижній частині річки Снейк; пізніші дослідники сточища річки: Ульсон Прайс Хант, Рамзей Крукс, Франсіско Пайель, Джон Грей, Тьєрі Годдін і багато інших після 1830-х років. Багато хто з цих людей були учасниками експедиції Льюїса і Кларка, які повернулися сюди, щоб нанести на карту і детальніше дослідити певний район. Пізніше даний регіон продовжував досліджуватися трапперами в пошуках місць, багатих бобрами. Незабаром, єдиним значущим конкурентом у цій галузі стала Компанія Гудзонової затоки, яка вперше послала групу трапперів у 1819 році. Тим часом, в регіон стали проникати і американські траппера. Компанія Гудзонової затоки дала канадським трапперів розпорядження вбити так багато бобрів, скільки було можливо, що призвело чи не до викорінення цього виду в басейні річки Снейк. Аргумент був простий: «якщо немає бобрів, то для американців немає і причини щоб приходити». Їх кінцевою метою було отримати контроль над всією територією Орегон, яка включала сучасні американські штату Вашингтон, Орегон і Айдахо, а також частини Монтани і Вайомінгу. Проте, ця територія була приєднана до США.

### Поселенці
У середині XIX століття виник Орегонський шлях, значна частина якого проходила вздовж річки Снейк. Шлях перетинав річку поблизу сучасного міста Онтаріо, штат Орегон; за кілька років на цьому місці була заснована поромна переправа. Інший перетин шляхом річки Снейк знаходився вище за течією, в місці відомому як «Переправа трьох островів», недалеко від гирла річки Бойсе. У даному місці на річці розташовувалися 3 острови (звідки й назва), які розділяли Снейк на 4 рукави, кожен з яких приблизно 61 м шириною. Деякі емігранти вирішувалися переходити Снейк вбрід, слідували вздовж західного боку річки і знову перетинали її поблизу Форт-Бойсе, в каньйоні Хеллс, продовжуючи йти по східній стороні каньйону, або спускаючись далі по річках Снейк і Колумбія до річки Уїлламетт , яка і була кінцевим пунктом шляху. Розумним аргументом використовувати «Переправу трьох островів» була краща забезпеченість травою і водою. Пізніше на річці стали діяти кілька поромних переправ. 

## Гідротехнічні споруди

### Каскад ГЕС
На річці розташовані ГЕС Палісейдс, ЕС Айдахо-Фоллс-Аппер, ЕС Gem State, ГЕС Американ-Фоллс, ГЕС Мінідока, ГЕС Мілнер, ГЕС Твін-Фоллс, ГЕС Shoshone Falls, ГЕС Аппер-Салмон-Фолс ГЕС Ловер-Салмон-Фоллз, ГЕС Блісс, ГЕС C.J.Strike, ГЕС Сван-Фолс, ГЕС Браунлі, ГЕС Оксбоу, ГЕС Геллз-Каньйон, ГЕС Ловер-Граніт, ГЕС Літтл-Гус ГЕС Ловер-Монументал, ГЕС Айс-Гарбор. 

### Будівництво гребель
Перша гребля, Сван-Фолс, була побудована на річці Снейк у 1901. Сьогодні на річці побудовано в цілому 15 гребель, які відіграють важливу роль у житті населення регіону. Всі ці греблі можна розділити на 3 секції. Перша секція: від витоку і до ущелини Хеллс; тут є кілька невеликих гребель, побудованих головним чином для забезпечення зрошення. У районі ущелини Хеллс греблі забезпечують виробництво електроенергії. Греблі третьої секції (від ущелини Хеллс до гирла) побудовані переважно для зручностей навігації. Над будівництвом гребель на річці працювали багато державних і приватних компаній. 
У рамках іригаційного проєкту Мінідока, 1902 Бюро меліорації США видало Закон про Меліорацію, який передбачав відвід вод річки Снейк вище водоспаду Шошони для зрошення території близько 4500 км², а також створення водосховищ із загальним об'ємом води близько 5,1 км³. Перші дослідження можливостей зрошення в даному регіоні вивчалися геологічною службою США з кінця XIX століття; проєкт був затверджений 23 квітня 1904
. Першою греблею, побудованої в рамках проєкту, була гребля Мінідока, створена в тому ж 1904. ГЕС цієї греблі почала діяти у 1909, виробляючи 7 МВт електроенергії. До 1993 року її потужність була підвищена до 20 МВт. У 1907, в рамках проєкту у верхів'ях річки була побудована гребля Джексон-Лейк для додаткового зберігання води. У 1927 році вище греблі Мінідока була побудована дамба Американ-Фолс, яка була перебудована заново у 1978 році. Пізніше були побудовані також інші греблі для зрошення, у тому числі Туїн-Фолс і Палісейдс.
Другим важливим проєктом з будівництва дамб був проєкт Хеллс-Каньйон, який очолювався енергетичною компанією Айдахо і стартував у 1940-і роки. Три греблі, побудовані в рамках проєкту, Браунлі, Оксбоу і Хеллс-Каньйон, розташовані у верхній частині ущелини Хеллс. Всі три греблі призначаються головним чином для виробництва електроенергії та боротьби з повенями і не мають шлюзів для суден і пристосувань для проходження риби. Найвища з трьох гребель, Браунлі, була побудована у 1959 і виробляє 728 МВт електроенергії. Гребля Оксбоу була завершена у 1961, виробляючи 220 МВт енергії, а гребля Хеллс-Каньйон — у 1967, виробляючи 450 МВт електроенергії.
Третій проєкт з будівництва гребель стартував у 1945, і включав в себе створення гребель в пониззі річки, на ділянці нижче каньйону Хеллс, для забезпечення навігації на цій ділянці. Греблі проєкту: Лоуер-Граніт, Літл-Гус, Лоуер-Монументал і Айс-Харбор.  Крім того, на всьому протязі ділянки були проведені днопоглиблювальні роботи. Всі греблі у нижній частині річки формують безперервний каскад водосховищ. Крім того, відразу після греблі Айс-Харбор на річці Колумбія розташоване водосховище Уаллула, утворене греблею Макнері.
Є плани з ліквідації гребель в пониззі річки Снейк; якщо подібні роботи будуть здійснені, то це буде найбільший проєкт з ліквідації гребель у США. Видалення гребель обумовлене необхідністю відновлення популяцій лосося на річці Снейк та деяких її притоках, проте це призведе до значних втрат електроенергії.
|                                                  |                 |                                                                        |                                   |
| Гребля Браунлі — найвища гребля в каньйоні Хеллс | Гребля Літл-Гус | Гребля Сван-Фолс — найдавніша гребля на річці Снейк, побудована у 1901 | Гребля і водосховище Лоуер-Граніт |

### Ліквідація гребель
Спори і суперечності щодо чотирьох нижніх гребель на річці Снейк розгорілися, починаючи з останніх десятиліть XX століття. Основним аргументом на користь їх ліквідації є те, що дана дія дозволить мігруючим на нерест рибам досягати нижніх приток річки Снейк (річок Кліруотер, Туканнон і Гранд-Ронд) і розмножуватися в більших кількостях. Проте, прихильники демонтажу гребель зустріли запеклий опір з боку деяких громадських груп з Тихоокеанського Північного Заходу. Вагомим аргументом проти служить те, що більша частина електроенергії регіону проводиться за рахунок гідроенергетики і видалення гребель буде сильним ударом по даній галузі. На освоєння ж інших джерел енергії, ймовірно, буде потрібно чимало часу. Демонтаж гребель завдасть також удар по судноплавству і можливостям зрошення. Прихильники руйнування дамб стверджують, що транспортування зерна в регіоні може успішно здійснюватися залізничним транспортом, крім того, лише одне з чотирьох водосховищ у пониззі річки активно використовується для зрошення.
У відповідь на конфлікт Конгрес США запропонував законопроєкт, що пропонує вивчити можливості демонтажу цих чотирьох гребель.. Замість цього план рекомендує вивчення наслідків зміни клімату та спроби розширення місць існування видів, тоді як усунення гребель вважає «останньою мірою». У лютому 2010 року суддя Джеймс Редден визнає цей план недостатнім і дає Національному управлінню океанічних і атмосферних досліджень три місяці на формулювання більш вдалого плану. Новий план було представлено у травні 2010 року з кількома суттєвими змінами. 

## Судноплавство

### Пароплавство

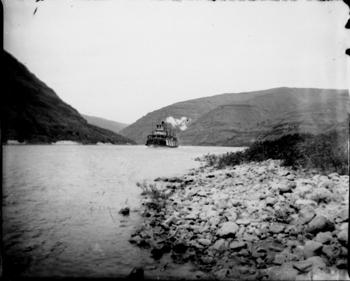
Пароплав на річці Снейк, 1898

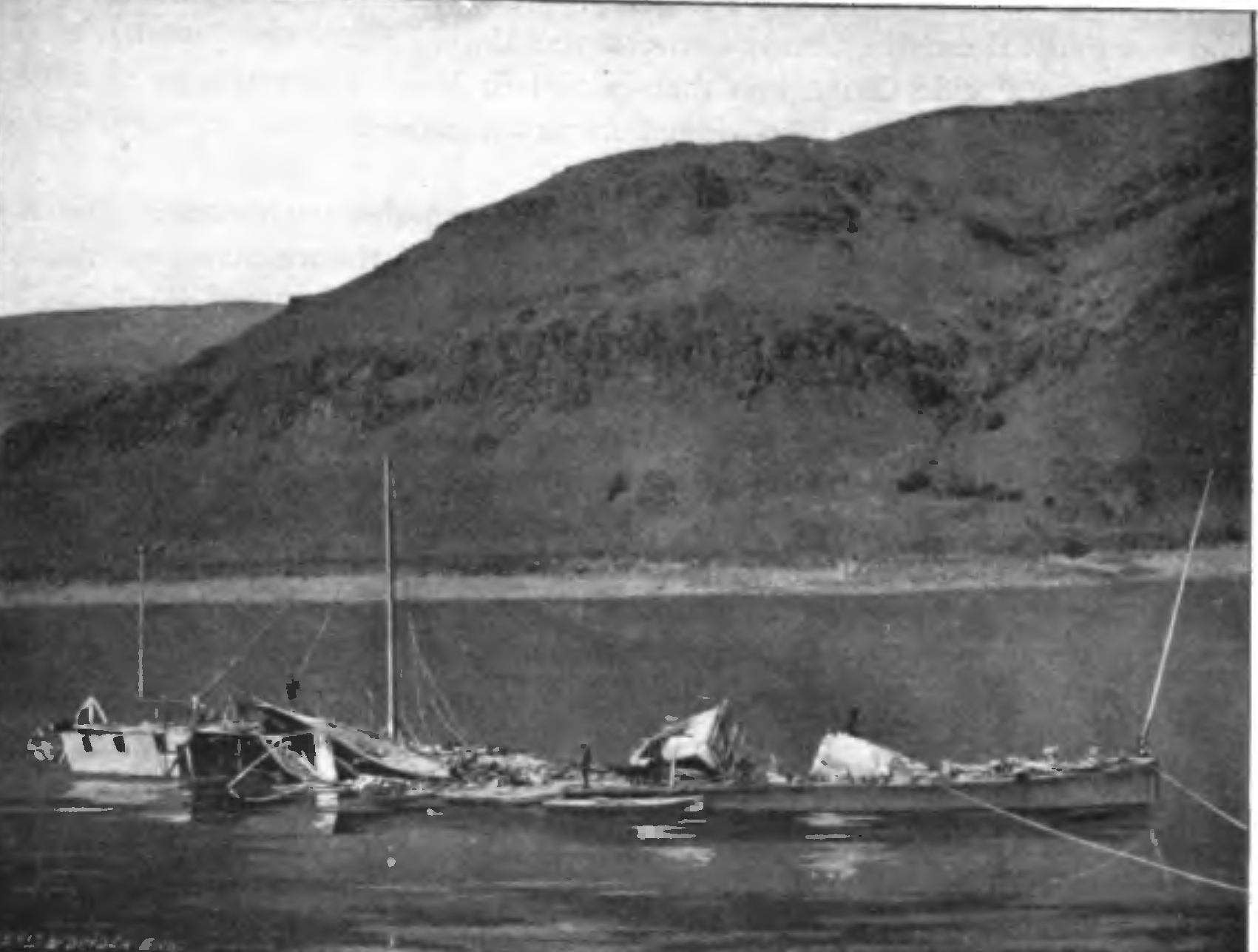
Уламки пароплаву Annie Faxon після вибуху котла, 1893

Здійснення пароплавства на річці Снейк було набагато складніше, ніж на Колумбії. Перепад висот Колумбії від витоку до гирла становить лише 820 м, тоді як у річки Снейк цей показник становить більше 2600 м при тому, що по довжині Колумбія значно перевершує Снейк, будучи майже на 320 км довше. З 1860 по 1940 роки пароплавство здійснювалося на ділянці від гирла річки приблизно до місця впадання в неї річки Аймнаха, в нижній частині каньйону Хеллс. Тим не менше, більшість пароплавів працювали лише на короткій ділянці від гирла до міста Льюїстон, розташованого в гирлі річки Кліруотер. Ця ділянка була найпростішою для навігації і з найменшим перепадом висот, тим не менше, навіть тут налічувалося понад 60 порогів. 
Пасажирське і вантажне перевезення здійснювалося на ділянці нижче Льюїстону протягом останніх десятиліть XIX століття і зберігалося до будівництва залізниць у сільськогосподарському регіоні в районі пагорбів Палус і навіть аж до будівництва в пониззі річки гребель. Греблі забезпечили можливість проходження барж, що сприяло різкому зниженню використання, як пароплавства, так і залізниць. Досить типовим був річковий шлях з містечка Уаллула на річці Колумбія, в 190 км вище гирла річки Снейк і далі до Льюїстону.. Орегонська пароплавна компанія пустила пароплав «Shoshone» з міста Форт-Бойсе у 1866 році, який забезпечував пасажирське і вантажне повідомлення у верхній частині річки Снейк, на шахтах Бойсе і Овайхі.
До 1870-х років Орегонська пароплавна компанія оперувала вже сім'ю пароплавами на річці Снейк, які здійснювали переважно перевезення зерна в порти в низов'ях Колумбії. Ці пароплави: «Harvest Queen», «John Gates», «Spokane», «Annie Faxon», «Mountain Queen», «RR Thompson», і «Wide West», всі вони були побудовані на річці Колумбія.. У 1890-х роках в районі каньйону Хеллс були знайдені родовища мідної руди. Кілька пароплавів були побудовані спеціально для перевезення руди звідти до Льюїстону. Цими пароплавами були «Imnaha», «Mountain Gem», і «Norma». У 1893 році пароплав «Annie Faxon» затонув на річці Снейк, дещо нижче Льюїстон через вибух котла.

### Сучасний стан
У 1960-1970-ті роки інженерними військами США були побудовані 4 мости в нижній частині річки Снейк для поліпшення можливостей навігації. Глибокий канал проходив через шлюзи гребель і з'єднував Тихий океан і річку Снейк до міста Льюїстон, штат Айдахо, яке розташовано в 230 км від гирла річки Снейк і в 748 км від гирла річки Колумбія. Все це дало можливості важким баржам курсувати між річкою Снейк і глибоководними портами в нижній частині Колумбії, такими як Портленд (Орегон)Портленд. Основним продуктом, що перевозиться на баржах по річці з Айдахо і східного Вашингтона, є сільськогосподарська продукція. Це головним чином пшениця , яка становить більше 85% від усіх вантажів в нижній частині річки Снейк. Пшениця експортується з портів у нижній течії Колумбії. Інші продукти, які перевозяться на баржах по річці Снейк, включають сочевицю, продукцію лісової промисловості і нафтопродукти. 
Фарватер річки має як мінімум 4,3 м завглибшки і 76 м завширшки. На ділянках, де русло річки було менше цієї глибини, були проведені днопоглиблювальні роботи. З фарватером майже на 1,5 м глибше, ніж у системи річки Міссісіпі , річки Снейк і Колумбія дозволяють проходження барж майже в 2 рази важче.

## Довкілля

### Екорегіони
Всесвітній фонд дикої природи поділяє сточище річки Снейк на 2 екорегіони: «Колумбія, що не зазнала заледеніння» і «Верхній Снейк». Межею між цими екорегіонами є водоспад Шошони. Тим не менш, в одному місці межа зміщується майже на 50 км нижче водоспадів, для того, щоб включити у верхній екорегіон річку Біг-Вуд (одна з двох складових річки Малад), біологічно сильно відрізняється від решти частини нижнього екорегіону. Водоспад Шошони досить довгий термін був бар'єром для міграцій прохідних риб вгору по річці. Як результат, лише 35% іхтіофауни верхньої частині басейну і 40% іхтіофауни річки Біг-Вуд збігаються з іхтіофауною нижньої частини Снейк.
Екорегіон «Верхній Снейк» охоплює більшу частину території південно-східної частині штату Айдахо, а також невеликі частини штатів Вайомінг, Юта і Невада. А також озеро Джексон. У порівнянні з нижнім екорегіоном, а також з іншою частиною сточища річки Колумбія, верхній екорегіон відрізняється вищим рівнем ендемізму , особливо серед черевоногих і двостулкових молюсків. У верхньому екорегіоні мешкають також 14 видів риб, які не зустрічаються більше ніде у сточищі Колумбії, але мешкають також в екорегіоні Бонневіль на заході Юти, який відноситься до Великого Басейну. Вид [[Cottus leiopomus]] ендемічний тільки для річки Вуд-Рівер, а вид Cottus greenei — тільки для невеликої ділянки річки Снейк від водоспаду Шошони до річки Вуд-Рівер.
Для річки Снейк нижче водоспаду Шошони характерні 35 тубільних видів риби, з яких 12 мешкають також в річці Колумбія і 4 ендемічні для річки Снейк (Percopsis transmontana, Cottus confusus, Cottus marginatus і Oregonichthys crameri). Втім, Oregonichthys crameri живе також у сточищі річки Ампкуе, що впадає в Тихий океан в штаті Орегон, а також у деяких прилеглих сточищах. У нижньому екорегіони зустрічаються 7 видів тихоокеанських лососів. Тут також досить високий, часто локалізований рівень ендемізму у молюсків, особливо в районі каньйону Хеллс і у сточищах річок Кліруотер і Салмон. Багатство молюсками продовжується і далі, вниз по річці Колумбія і деяким її притоках, таким як Дейшутес.

### Рослини

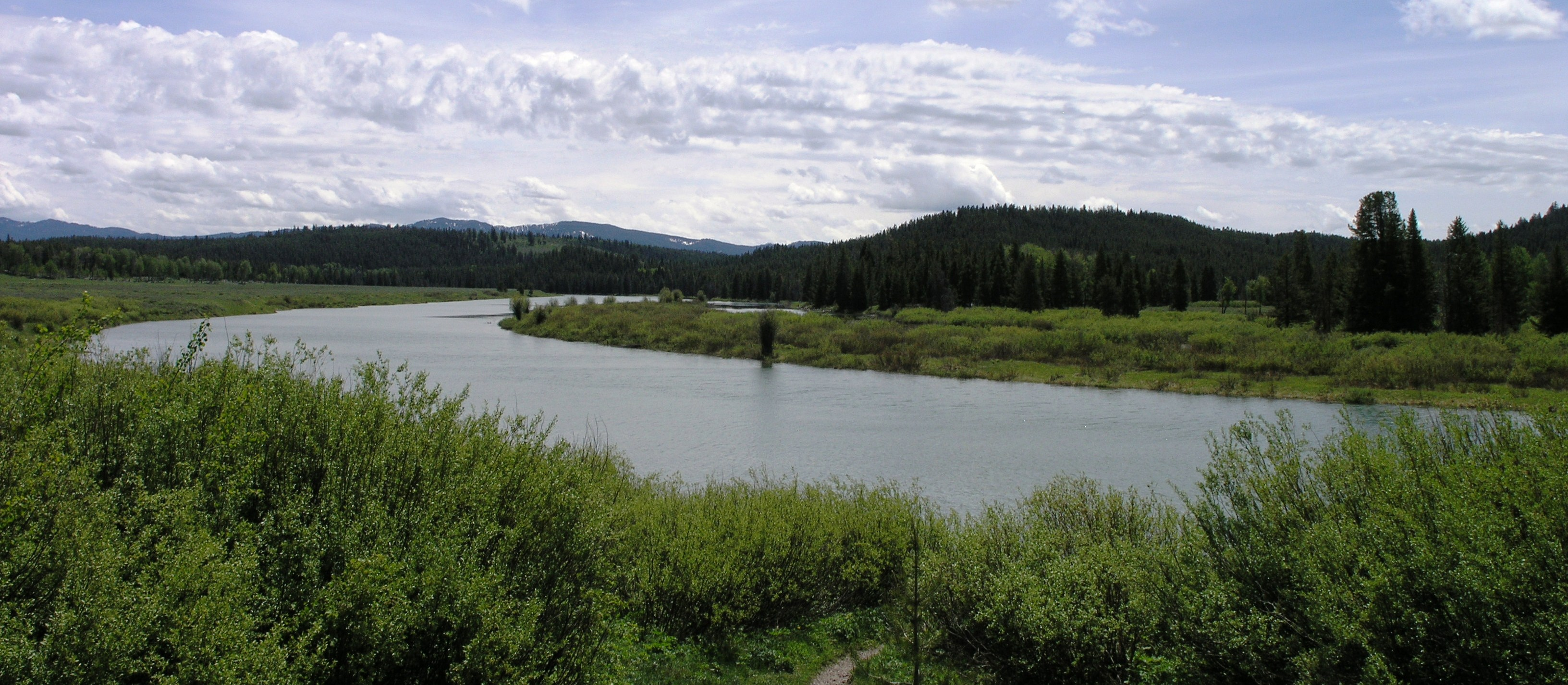
Верхів'я річки Снейк як і колись займають густі ліси, що особливо характерно для різних природоохоронних територій

Сточище річки Снейк відрізняється досить великою різноманітністю рослинних угруповань, чому сприяє розмаїтість кліматичних зон, які змінюються від напівпустель до альпійського пояса. Велика частина сточища, головним чином плато Снейк-Рівер і Колумбійське плато, була раніше покрита чагарниковою та трав'янистою степовою рослинністю. Вздовж течії річки Снейк та її приток були поширені річкові співтовариства і співтовариства боліт. На великих висотах були поширені хвойні ліси, де переважала жовта сосна. У лісах верхньої частини сточища поширені також осика, псевдотсуга і ялина, які займали колись близько 20% від загальної площі сточища. У передгір'ях основою рослинності була полин. Через збезлісення близько однієї четвертої від площі лісів також були зайняті трав'янистою рослинністю. У той же час, сосна скручена широкохвойна збільшила територію свого поширення в порівнянні з історичною. У сточищі річки Снейк росте більше 118 рідкісних або ендемічних видів рослин. 

### Тварини
Крім водних видів, на території сточища річки Снейк водиться велика кількість видів ссавців, птахів, земноводних і плазунів. У верхній частині сточища і в інших гірських районах широко поширені вовк, ведмідь грізлі, росомаха, пума і канадська рись. Встановлено, що у верхній частині сточища, вище впадання притоки Хенріс-Форк, мешкає 97 видів ссавців. Сточище річки Снейк служить також домом для 274 видів птахів, серед яких такі рідкісні як білоголовий орлан, сапсан, американський журавель, шавлієвий тетерев і жовтодзьоба американська зозуля. Вздовж нижньої частини річки зустрічається ісландський гоголь. 
У водно-болотних угіддях верхньої частини сточища річки Снейк водяться 10 видів земноводних та 20 видів плазунів. Для північно-східної частини сточища характерні леопардова жаба, anaxyrus boreas, rana luteiventris, ambystoma macrodactylum і лопатоногі. У нижній частині сточища живе також кілька інтродукованих видів тварин, серед яких жаба-бик, буроголовий коров'ячий трупіал, азійський кеклик, звичайний шпак, звичайний фазан тощо.

### Міграція риби

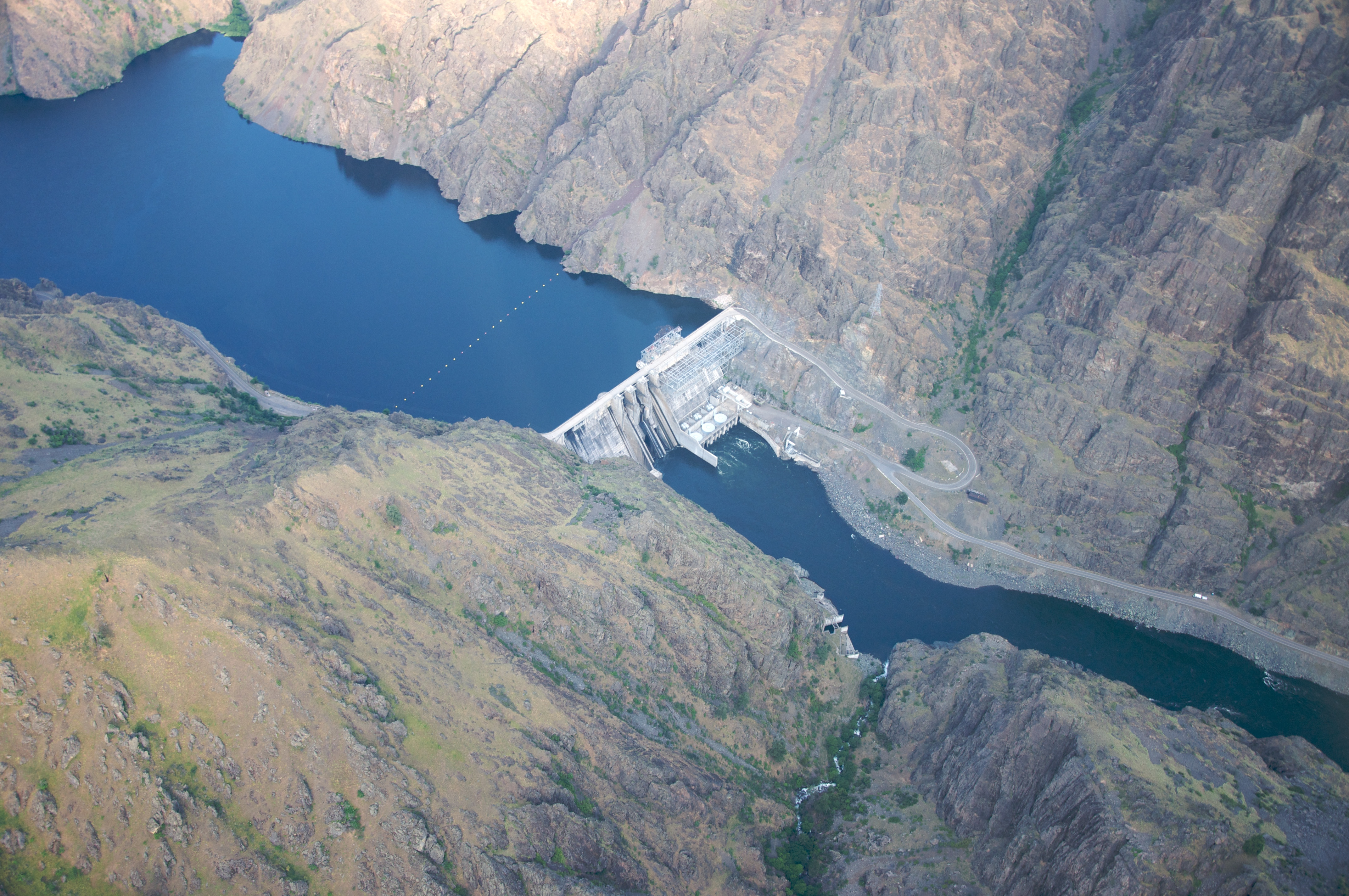
Гребля Хеллс-Каньйон є сьогодні верхньою межею міграцій риби

Снейк — вельми важлива річка для мігруючих риб, які проводять більшу частину життя в океані і вирушають на нерест у верхів'я річок. Серед них варто відзначити такі види як кижуч, Чавича, нерка, Пструг райдужний і білий осетер. Відомо, що до будівництва гребель нерест чавичі на річці проходив у три стадії (навесні, влітку і восени), загальна чисельність риб при цьому сягала близько 120 000 особин, а чисельність нерки досягала 150 000 особин. Історичним бар'єром на шляху міграції риб був водоспад Шошони. 
На початку XX століття, коли вище за течією від каньйону Хеллс була побудована перша гребля, починаються проблеми з міграцією риби. Згодом на шляху риби були створені ще 15 гребель і водосховищ; крім того, труднощів додавали забруднені стічні води, які потрапляють у річку з полів. Сьогодні лососеві можуть проходити по річці аж до греблі Хеллс-Каньйон, використовуючи рибопропускні споруди, наявні на чотирьох греблях, розташованих нижче, а також є подібні споруди на греблях річки Колумбії. Таким чином, з усіх приток річки Снейк задіяними у нересту залишаються тільки Кліруотер, Гранд-Ронд і Салмон. На всіх цих річках на сьогоднішній день практично немає ніяких перешкод для проходження риби за винятком греблі Дуоршак на річці Норт-Форк (одне з верховій річки Кліруотер). Нижні греблі на річці Снейк також створюють певні проблеми, так як їх водосховища порушують сформовані шляхи міграції риби.
У місці злиття річок Кліруотер і Снейк молодь лосося часто затримується через значну різницю температур води. Затримка води у водосховищах розташованих вище за течією служить причиною того, що в місці впадання річки Кліруотер температура Снейк значно вище. Відразу нижче впадання в Снейк молодь потрапляє у водосховищі Лауер-Граніт, що утворене однойменною греблею. Як не парадоксально, але дані чинники дозволяють молоді триваліший час зростати і харчуватися у водосховищі Лауер-Граніт і коли вони продовжують мігрувати далі на шляху до Тихого океану, то найчастіше мають великі шанси вижити, ніж молодь, що мігрувала в океан раніше.

### Забруднення
Сільськогосподарські стоки з ферм і ранчо, розташованих на величезній території басейну річки, роблять сильний вплив на екологію річки протягом усього XX століття. Вже після будівництва на річці перших гребель, використовуваних для зрошення, смужка землі шириною в кілька миль, що простягнулася вздовж річки, була перетворена на поля або пасовища та сільськогосподарські стоки почали забруднювати річку Снейк. Стоки з декількох загонів для худоби також надходили у води річки Снейк аж до видання закону, який заборонив це. Добрива, гній та інші хімічні забруднювачі різко підвищують біогенне навантаження; особливо підвищується кількість фосфору, азоту і фекальних ентеробактерій. Під час низького рівня води на спокійних ділянках річки досить звичайно цвітіння води, яке є причиною зниження рівня кисню.

## Притоки

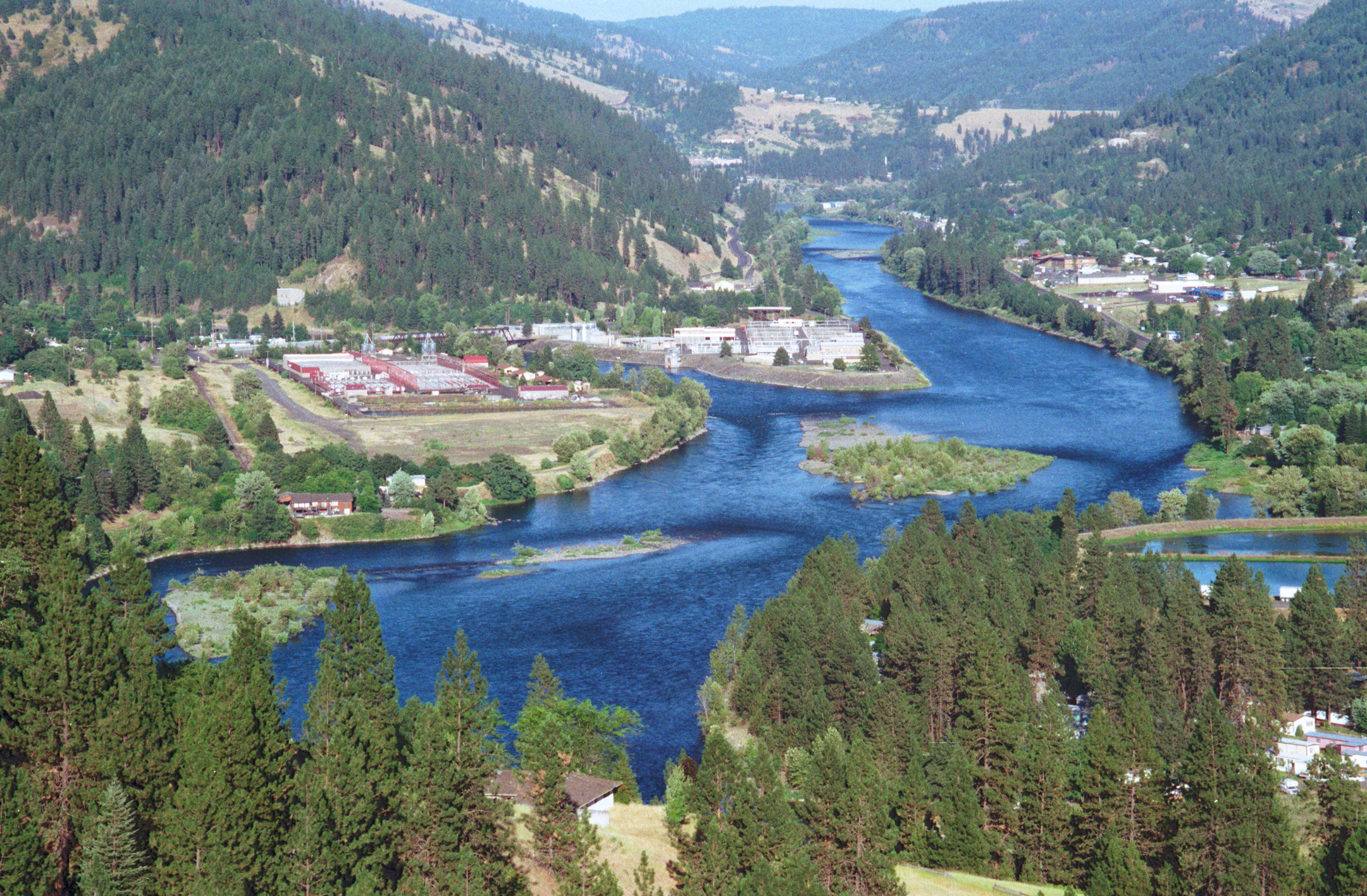
Река Кліруотер

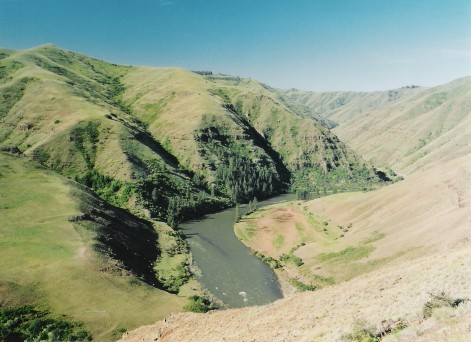
Річка Гранд-Ронд

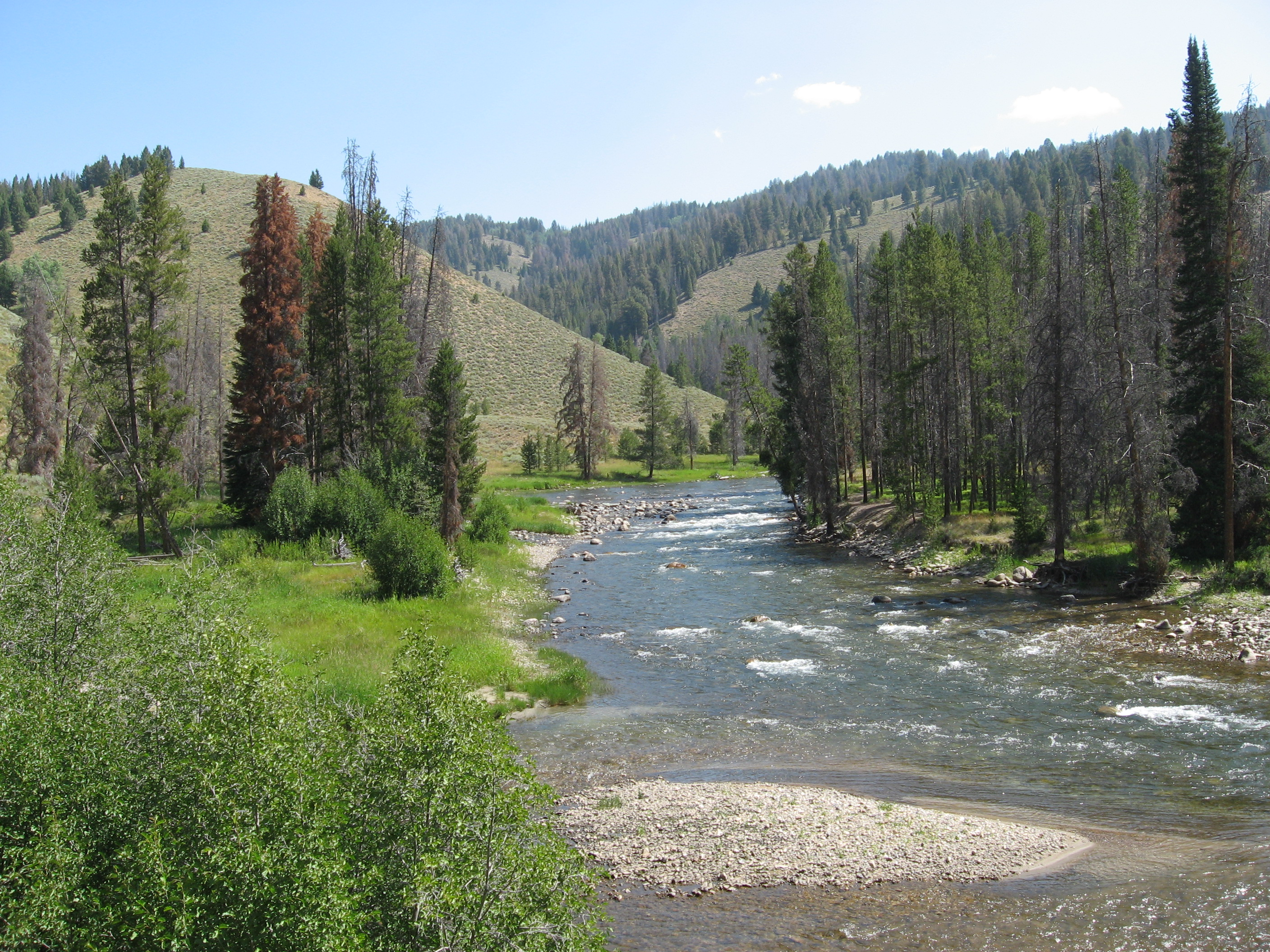
Река Салмон

Перелік основних приток річки Снейк від витоку до гирла: 
| Назва річки      | Довжина (км) | Площа сточища (км²) | Висота гирла НРМ | Берег  |
| ---------------- | ------------ | ------------------- | ---------------- | ------ |
| Харт             | 8            | 78                  | 2217             | правий |
| Льюїс            | 29           | —                   | 2098             | правий |
| Грос-Вентр       | 120          | 1660                | —                | лівий  |
| Хобек            | 89           | 1600                | 1797             | лівий  |
| Грейс            | 105          | 2100                | 1719             | лівий  |
| Солт             | 135          | 2300                | 1714             | лівий  |
| Хенрис-Форк      | 180          | 8320                | 1469             | правий |
| Портнеф          | 154          | 3440                | 1328             | лівий  |
| Рафт             | 174          | 3900                | 1280             | лівий  |
| Салмон-Фолс-Крік | 195          | 5447                | 879              | лівий  |
| Малад            | 19           | 7800                | 810              | правий |
| Бруно            | 246          | 8560                | 749              | лівий  |
| Бойсі            | 121          | 11 000              | 666              | правий |
| Овайхі           | 450          | 28 620              | 666              | лівий  |
| Малур            | 266          | 12 000              | 650              | правый |
| Пейєтт           | 133          | 8400                | 648              | правий |
| Уїзер            | 166          | 4300                | —                | правий |
| Бернт            | 158          | 2823                | 632              | лівий  |
| Салмон           | 684          | 36 260              | 280              | правий |
| Гранд-Ронд       | 293          | 10 697              | 250              | лівий  |
| Кліруотер        | 120          | 24 980              | 225              | правый |
| Туканнон         | 110          | 1300                | 165              | лівий  |
| Палус            | 269          | 8555                | 165              | правий |